# 三線極線
ユークリッド幾何学において、三線極線（さんせんきょくせん、英:trilinear polar）とは三角形と点について一意的に決まる直線のひとつである。1865年、フランスの数学者ポンスレ (1788–1867)によって提言された。

## 定義
△ABC と点Pのチェバ三角形の配景の軸をPの三線極線と言う。

Pの三線極線
△ABC
Pのチェバ三角形 △DEF
Pのチェバ線
三線極線 XYZ

つまりAP, BP, CP とBC, CA, ABの交点をD, E, F、それぞれ直線の組(BC, EF), (CA, FD), (DE, AB)の交点をX, Y, Zとすると、デザルグの定理よりX, Y, Zは共線である。このとき直線XYZをPの三線極線という。
△ABCにたいして直線Lが三線極線となるような、点PをLの三線極点（trilinear pole）または三線極と言う。
三線座標でPを p : q : rとするとPの三線極線は以下の等式で表される。
{\displaystyle {\frac {x}{p}}+{\frac {y}{q}}+{\frac {z}{r}}=0.}

## 三線極点

直線XYZの三線極
直線XYZ
△ABC
XYZに対するチェバ三角形△UVW
チェバ線とその交点、三線極点P

LとBC, CA, ABの交点をそれぞれX, Y, Z、直線の組(BY, CZ), (CZ, AX), (AX, BY)の交点をそれぞれU, V, Wとする。 △ABCと△UVW は配景の関係にあり、その配景の中心PはLの三線極点となる。

## 三線極線の例
以下に有名な三線極線を挙げる。
- 重心の三線極線、無限遠直線
- 類似重心の三線極線、ルモワーヌ軸
- 垂心の三線極線、垂軸
- 三角形の頂点に関しては、三線極線は定義されない

## 三線極点の束

定点Kを通る直線の三線極の軌跡は外接円錐曲線となる。

三線座標でPをX : Y : Z 、Kをx0 : y0 : z0 とする。Pの三線極線は以下の式で表される。
{\displaystyle {\frac {x}{X}}+{\frac {y}{Y}}+{\frac {z}{Z}}=0.}
この直線がKを通る場合、以下のように書くことができる。
{\displaystyle {\frac {x_{0}}{X}}+{\frac {y_{0}}{Y}}+{\frac {z_{0}}{Z}}=0.}
逆に、この式を満たすPの軌跡は以下の式で表すことができる。
{\displaystyle {\frac {x_{0}}{x}}+{\frac {y_{0}}{y}}+{\frac {z_{0}}{z}}=0.}
この式が表す曲線は外接円錐曲線Eとなる。 
△ABCと、外接円錐曲線Eに対する極三角形はKを中心として配景的である。 例えば、外接円の極三角形は外接三角形で、外接円上の点に対する三線極線は類似重心を通る。

## 関連
- Central lines
- 三角形の中心
- 極と極線
- 直極点